# Pseudocarpidium pungens
Pseudocarpidium pungens là một loài thực vật có hoa trong họ Hoa môi. Loài này được Britton miêu tả khoa học đầu tiên năm 1912.